# Rhipidocladum martinezii
Rhipidocladum martinezii är en gräsart som beskrevs av Gerrit Davidse och Richard Walter Pohl. Rhipidocladum martinezii ingår i släktet Rhipidocladum och familjen gräs. Inga underarter finns listade i Catalogue of Life.